# Telejornal (RTP)
Telejornal là chương trình thời sự do Đài Phát thanh – Truyền hình Bồ Đào Nha (RTP) sản xuất. Phát sóng lần đầu vào ngày 18 tháng 10 năm 1959.